# Liste der Intel-Pentium-Prozessoren
Die Intel-Pentium-Serie basiert primär technisch auf der Intel-Core-i-Serie, sowie bei ausgewählten Prozessoren auf der Intel Atom Mikroarchitektur. Im Vergleich zur Serie Core i sind die Prozessoren jedoch beschnitten in Features wie AVX, Takt und Cache. Die technisch verwandten Core-i-Prozessoren finden sich auf der Liste der Intel-Core-i-Prozessoren.

## Desktop

### Westmere(1. Generation)
| Modell- nummer | Mikro- architektur | Revi- sion | Sockel    | Kerne/ Threads | L2-Cache   | L3-Cache | Prozessortakt (Maximaltakt) | IGP                      | IGP                           | Speicher- Controller                       | TDP  | Einführungs- datum | sSpec- Nummer |
| Modell- nummer | Mikro- architektur | Revi- sion | Sockel    | Kerne/ Threads | L2-Cache   | L3-Cache | Prozessortakt (Maximaltakt) | Modell (Execution Units) | Standardtakt (max. Turbotakt) | Speicher- Controller                       | TDP  | Einführungs- datum | sSpec- Nummer |
| -------------- | ------------------ | ---------- | --------- | -------------- | ---------- | -------- | --------------------------- | ------------------------ | ----------------------------- | ------------------------------------------ | ---- | ------------------ | ------------- |
| G6950          | Clarkdale          | C2         | 1156 (H1) | 2 / 2          | 2 × 256 KB | 3 MB     | 2,8 GHz                     | GMA HD (12)              | 533 MHz                       | über DMI angebunden Dual-Channel DDR3-1066 | 73 W | 7. Jan. 2010       | SLBMS         |
| G6950          | Clarkdale          | K0         | 1156 (H1) | 2 / 2          | 2 × 256 KB | 3 MB     | 2,8 GHz                     | GMA HD (12)              | 533 MHz                       | über DMI angebunden Dual-Channel DDR3-1066 | 73 W | 7. Jan. 2010       | SLBTG         |
| G6951          | Clarkdale          | K0         | 1156 (H1) | 2 / 2          | 2 × 256 KB | 3 MB     | 2,8 GHz                     | GMA HD (12)              | 533 MHz                       | über DMI angebunden Dual-Channel DDR3-1066 | 73 W | Q3 2011            | SLBTF         |
| G6960          | Clarkdale          | K0         | 1156 (H1) | 2 / 2          | 2 × 256 KB | 3 MB     | 2,93 GHz                    | GMA HD (12)              | 533 MHz                       | über DMI angebunden Dual-Channel DDR3-1066 | 73 W | 9. Jan. 2011       | SLBT6         |

### Sandy Bridge(2. Generation)
| Modell- nummer | Revi- sion | Sockel    | Kerne/ Threads | L2-Cache   | L3-Cache | Prozessortakt (Maximaltakt) | IGP                      | IGP                           | Speicher- Controller        | TDP  | Einführungs- datum | sSpec- Nummer |
| Modell- nummer | Revi- sion | Sockel    | Kerne/ Threads | L2-Cache   | L3-Cache | Prozessortakt (Maximaltakt) | Modell (Execution Units) | Standardtakt (max. Turbotakt) | Speicher- Controller        | TDP  | Einführungs- datum | sSpec- Nummer |
| -------------- | ---------- | --------- | -------------- | ---------- | -------- | --------------------------- | ------------------------ | ----------------------------- | --------------------------- | ---- | ------------------ | ------------- |
| G620           | Q0         | 1155 (H2) | 2 / 2          | 2 × 256 KB | 3 MB     | 2,6 GHz                     | HD Graphics (6)          | 850 MHz (1100 MHz)            | Dual-Channel DDR3-1066      | 65 W | 22. Mai 2011       | SR05R         |
| G620T          | Q0         | 1155 (H2) | 2 / 2          | 2 × 256 KB | 3 MB     | 2,2 GHz                     | HD Graphics (6)          | 650 MHz (1100 MHz)            | Dual-Channel DDR3-1066      | 35 W | 22. Mai 2011       | SR05T         |
| G622           | Q0         | 1155 (H2) | 2 / 2          | 2 × 256 KB | 3 MB     | 2,6 GHz                     | HD Graphics (6)          | 850 MHz (1100 MHz)            | Dual-Channel DDR3-1066      | 65 W | 22. Mai 2011       | SR05M         |
| G630           | Q0         | 1155 (H2) | 2 / 2          | 2 × 256 KB | 3 MB     | 2,7 GHz                     | HD Graphics (6)          | 850 MHz (1100 MHz)            | Dual-Channel DDR3-1066      | 65 W | 5. Sep. 2011       | SR05S         |
| G630T          | Q0         | 1155 (H2) | 2 / 2          | 2 × 256 KB | 3 MB     | 2,3 GHz                     | HD Graphics (6)          | 650 MHz (1100 MHz)            | Dual-Channel DDR3-1066      | 35 W | 5. Sep. 2011       | SR05U         |
| G632           | Q0         | 1155 (H2) | 2 / 2          | 2 × 256 KB | 3 MB     | 2,7 GHz                     | HD Graphics (6)          | 850 MHz (1100 MHz)            | Dual-Channel DDR3-1066      | 65 W | 5. Sep. 2011       | SR05N         |
| G640           | Q0         | 1155 (H2) | 2 / 2          | 2 × 256 KB | 3 MB     | 2,8 GHz                     | HD Graphics (6)          | 850 MHz (1100 MHz)            | Dual-Channel DDR3-1066      | 65 W | 4. Juni 2012       | SR059         |
| G640T          | Q0         | 1155 (H2) | 2 / 2          | 2 × 256 KB | 3 MB     | 2,4 GHz                     | HD Graphics (6)          | 650 MHz (1100 MHz)            | Dual-Channel DDR3-1066      | 35 W | 4. Juni 2012       | SR066         |
| G645           | Q0         | 1155 (H2) | 2 / 2          | 2 × 256 KB | 3 MB     | 2,9 GHz                     | HD Graphics (6)          | 850 MHz (1100 MHz)            | Dual-Channel DDR3-1066      | 65 W | 2. Sep. 2012       | SR0RS         |
| G645T          | Q0         | 1155 (H2) | 2 / 2          | 2 × 256 KB | 3 MB     | 2,5 GHz                     | HD Graphics (6)          | 650 MHz (1100 MHz)            | Dual-Channel DDR3-1066      | 35 W | 2. Sep. 2012       | SR0S0         |
| G840           | Q0         | 1155 (H2) | 2 / 2          | 2 × 256 KB | 3 MB     | 2,8 GHz                     | HD Graphics (6)          | 850 MHz (1100 MHz)            | Dual-Channel DDR3-1066/1333 | 65 W | 22. Mai 2011       | SR05P         |
| G850           | Q0         | 1155 (H2) | 2 / 2          | 2 × 256 KB | 3 MB     | 2,9 GHz                     | HD Graphics (6)          | 850 MHz (1100 MHz)            | Dual-Channel DDR3-1066/1333 | 65 W | 22. Mai 2011       | SR05Q         |
| G860           | Q0         | 1155 (H2) | 2 / 2          | 2 × 256 KB | 3 MB     | 3,0 GHz                     | HD Graphics (6)          | 850 MHz (1100 MHz)            | Dual-Channel DDR3-1066/1333 | 65 W | 5. Sep. 2011       | SR058         |
| G860T          | Q0         | 1155 (H2) | 2 / 2          | 2 × 256 KB | 3 MB     | 2,6 GHz                     | HD Graphics (6)          | 650 MHz (1100 MHz)            | Dual-Channel DDR3-1066/1333 | 35 W | 4. Juni 2012       | SR0MF         |
| G870           | Q0         | 1155 (H2) | 2 / 2          | 2 × 256 KB | 3 MB     | 3,1 GHz                     | HD Graphics (6)          | 850 MHz (1100 MHz)            | Dual-Channel DDR3-1066/1333 | 65 W | 4. Juni 2012       | SR057         |

### Ivy Bridge(3. Generation)
| Modell- nummer | Revi- sion | Sockel    | Kerne/ Threads | L2-Cache   | L3-Cache | Prozessortakt (Maximaltakt) | IGP                      | IGP                           | Speicher- Controller        | TDP  | Einführungs- datum | sSpec- Nummer |
| Modell- nummer | Revi- sion | Sockel    | Kerne/ Threads | L2-Cache   | L3-Cache | Prozessortakt (Maximaltakt) | Modell (Execution Units) | Standardtakt (max. Turbotakt) | Speicher- Controller        | TDP  | Einführungs- datum | sSpec- Nummer |
| -------------- | ---------- | --------- | -------------- | ---------- | -------- | --------------------------- | ------------------------ | ----------------------------- | --------------------------- | ---- | ------------------ | ------------- |
| G2010          | P0         | 1155 (H2) | 2 / 2          | 2 × 256 KB | 3 MB     | 2,8 GHz                     | HD Graphics (6)          | 650 MHz (1050 MHz)            | Dual-Channel DDR3-1333      | 55 W | 20. Jan. 2013      | SR10J         |
| G2020          | P0         | 1155 (H2) | 2 / 2          | 2 × 256 KB | 3 MB     | 2,9 GHz                     | HD Graphics (6)          | 650 MHz (1050 MHz)            | Dual-Channel DDR3-1333      | 55 W | 20. Jan. 2013      | SR10H         |
| G2020T         | P0         | 1155 (H2) | 2 / 2          | 2 × 256 KB | 3 MB     | 2,5 GHz                     | HD Graphics (6)          | 650 MHz (1050 MHz)            | Dual-Channel DDR3-1333      | 35 W | 20. Jan. 2013      | SR10G         |
| G2030          | P0         | 1155 (H2) | 2 / 2          | 2 × 256 KB | 3 MB     | 3,0 GHz                     | HD Graphics (6)          | 650 MHz (1050 MHz)            | Dual-Channel DDR3-1333/1600 | 55 W | 9. Juni 2013       | SR163         |
| G2030T         | P0         | 1155 (H2) | 2 / 2          | 2 × 256 KB | 3 MB     | 2,6 GHz                     | HD Graphics (6)          | 650 MHz (1050 MHz)            | Dual-Channel DDR3-1333/1600 | 35 W | 9. Juni 2013       | SR164         |
| G2100T         | P0         | 1155 (H2) | 2 / 2          | 2 × 256 KB | 3 MB     | 2,6 GHz                     | HD Graphics (6)          | 650 MHz (1050 MHz)            | Dual-Channel DDR3-1333/1600 | 35 W | 2. Sep. 2012       | SR0UJ         |
| G2120          | P0         | 1155 (H2) | 2 / 2          | 2 × 256 KB | 3 MB     | 3,1 GHz                     | HD Graphics (6)          | 650 MHz (1050 MHz)            | Dual-Channel DDR3-1333/1600 | 55 W | 2. Sep. 2012       | SR0UF         |
| G2120T         | P0         | 1155 (H2) | 2 / 2          | 2 × 256 KB | 3 MB     | 2,7 GHz                     | HD Graphics (6)          | 650 MHz (1050 MHz)            | Dual-Channel DDR3-1333/1600 | 35 W | 9. Juni 2013       | SR0YV         |
| G2130          | P0         | 1155 (H2) | 2 / 2          | 2 × 256 KB | 3 MB     | 3,2 GHz                     | HD Graphics (6)          | 650 MHz (1050 MHz)            | Dual-Channel DDR3-1333/1600 | 55 W | 20. Jan. 2013      | SR0YU         |
| G2140          | P0         | 1155 (H2) | 2 / 2          | 2 × 256 KB | 3 MB     | 3,3 GHz                     | HD Graphics (6)          | 650 MHz (1050 MHz)            | Dual-Channel DDR3-1333/1600 | 55 W | 9. Juni 2013       | SR0YT         |

### Haswell(4. Generation)
| Modell- nummer | Revi- sion | Sockel    | Kerne/ Threads | L2-Cache   | L3-Cache | Prozessortakt (Maximaltakt) | IGP                      | IGP                           | Speicher- Controller                        | TDP  | Einführungs- datum | sSpec- Nummer |
| Modell- nummer | Revi- sion | Sockel    | Kerne/ Threads | L2-Cache   | L3-Cache | Prozessortakt (Maximaltakt) | Modell (Execution Units) | Standardtakt (max. Turbotakt) | Speicher- Controller                        | TDP  | Einführungs- datum | sSpec- Nummer |
| -------------- | ---------- | --------- | -------------- | ---------- | -------- | --------------------------- | ------------------------ | ----------------------------- | ------------------------------------------- | ---- | ------------------ | ------------- |
| G3220          | C0         | 1150 (H3) | 2 / 2          | 2 × 256 KB | 3 MB     | 3,0 GHz                     | HD Graphics (10)         | 350 MHz (1100 MHz)            | Dual-Channel DDR3-1333 DDR3L-1333           | 53 W | 1. Sep. 2013       | SR1CG SR1RK   |
| G3220T         | C0         | 1150 (H3) | 2 / 2          | 2 × 256 KB | 3 MB     | 2,6 GHz                     | HD Graphics (10)         | 200 MHz (1100 MHz)            | Dual-Channel DDR3-1333 DDR3L-1333           | 35 W | 1. Sep. 2013       | SR1CL         |
| G3240          | C0         | 1150 (H3) | 2 / 2          | 2 × 256 KB | 3 MB     | 3,1 GHz                     | HD Graphics (10)         | 350 MHz (1100 MHz)            | Dual-Channel DDR3-1333 DDR3L-1333           | 53 W | 11. Mai 2014       | SR1RL SR1K6   |
| G3240T         | C0         | 1150 (H3) | 2 / 2          | 2 × 256 KB | 3 MB     | 2,7 GHz                     | HD Graphics (10)         | 200 MHz (1100 MHz)            | Dual-Channel DDR3-1333 DDR3L-1333           | 35 W | 11. Mai 2014       | SR1KU         |
| G3250          | C0         | 1150 (H3) | 2 / 2          | 2 × 256 KB | 3 MB     | 3,2 GHz                     | HD Graphics (10)         | 350 MHz (1100 MHz)            | Dual-Channel DDR3-1333 DDR3L-1333           | 53 W | 20. Juli 2014      | SR1K7         |
| G3250T         | C0         | 1150 (H3) | 2 / 2          | 2 × 256 KB | 3 MB     | 2,8 GHz                     | HD Graphics (10)         | 200 MHz (1100 MHz)            | Dual-Channel DDR3-1333 DDR3L-1333           | 35 W | 20. Juli 2014      | SR1KV         |
| G3258          | C0         | 1150 (H3) | 2 / 2          | 2 × 256 KB | 3 MB     | 3,2 GHz                     | HD Graphics (10)         | 350 MHz (1100 MHz)            | Dual-Channel DDR3-1333 DDR3L-1333           | 53 W | 2. Juni 2014       | SR1V0         |
| G3260          | C0         | 1150 (H3) | 2 / 2          | 2 × 256 KB | 3 MB     | 3,3 GHz                     | HD Graphics (10)         | 350 MHz (1100 MHz)            | Dual-Channel DDR3-1333 DDR3L-1333           | 53 W | 30. März 2015      | SR1K8         |
| G3260T         | C0         | 1150 (H3) | 2 / 2          | 2 × 256 KB | 3 MB     | 2,9 GHz                     | HD Graphics (10)         | 200 MHz (1100 MHz)            | Dual-Channel DDR3-1333 DDR3L-1333           | 35 W | 30. März 2015      | SR1KW         |
| G3420          | C0         | 1150 (H3) | 2 / 2          | 2 × 256 KB | 3 MB     | 3,2 GHz                     | HD Graphics (10)         | 350 MHz (1150 MHz)            | Dual-Channel DDR3-1333/1600 DDR3L-1333/1600 | 53 W | 1. Sep. 2013       | SR1NB         |
| G3420T         | C0         | 1150 (H3) | 2 / 2          | 2 × 256 KB | 3 MB     | 2,7 GHz                     | HD Graphics (10)         | 200 MHz (1100 MHz)            | Dual-Channel DDR3-1333/1600 DDR3L-1333/1600 | 35 W | 1. Sep. 2013       | SR1CK         |
| G3430          | C0         | 1150 (H3) | 2 / 2          | 2 × 256 KB | 3 MB     | 3,3 GHz                     | HD Graphics (10)         | 350 MHz (1100 MHz)            | Dual-Channel DDR3-1333/1600 DDR3L-1333/1600 | 53 W | 1. Sep. 2013       | SR1CE         |
| G3440          | C0         | 1150 (H3) | 2 / 2          | 2 × 256 KB | 3 MB     | 3,3 GHz                     | HD Graphics (10)         | 350 MHz (1100 MHz)            | Dual-Channel DDR3-1333/1600 DDR3L-1333/1600 | 53 W | 11. Mai 2014       | SR1P9         |
| G3440T         | C0         | 1150 (H3) | 2 / 2          | 2 × 256 KB | 3 MB     | 2,8 GHz                     | HD Graphics (10)         | 200 MHz (1100 MHz)            | Dual-Channel DDR3-1333/1600 DDR3L-1333/1600 | 35 W | 11. Mai 2014       | SR1KS         |
| G3450          | C0         | 1150 (H3) | 2 / 2          | 2 × 256 KB | 3 MB     | 3,4 GHz                     | HD Graphics (10)         | 350 MHz (1100 MHz)            | Dual-Channel DDR3-1333/1600 DDR3L-1333/1600 | 53 W | 11. Mai 2014       | SR1K2         |
| G3450T         | C0         | 1150 (H3) | 2 / 2          | 2 × 256 KB | 3 MB     | 2,9 GHz                     | HD Graphics (10)         | 200 MHz (1100 MHz)            | Dual-Channel DDR3-1333/1600 DDR3L-1333/1600 | 35 W | 20. Juli 2014      | SR1KT         |
| G3460          | C0         | 1150 (H3) | 2 / 2          | 2 × 256 KB | 3 MB     | 3,5 GHz                     | HD Graphics (10)         | 350 MHz (1100 MHz)            | Dual-Channel DDR3-1333/1600 DDR3L-1333/1600 | 53 W | 20. Juli 2014      | SR1K3         |
| G3460T         | C0         | 1150 (H3) | 2 / 2          | 2 × 256 KB | 3 MB     | 3,0 GHz                     | HD Graphics (10)         | 200 MHz (1100 MHz)            | Dual-Channel DDR3-1333/1600 DDR3L-1333/1600 | 35 W | 30. März 2015      | SR1TD         |
| G3470          | C0         | 1150 (H3) | 2 / 2          | 2 × 256 KB | 3 MB     | 3,6 GHz                     | HD Graphics (10)         | 350 MHz (1100 MHz)            | Dual-Channel DDR3-1333/1600 DDR3L-1333/1600 | 53 W | 30. März 2015      | SR1K4         |

### Bay Trail(4. Generation)
| Modell- nummer | Revi- sion | Sockel  | Kerne/ Threads | L2-Cache | L3-Cache | Prozessortakt (Maximaltakt) | IGP                      | IGP                           | Speicher- Controller    | TDP  | Einführungs- datum | sSpec- Nummer |
| Modell- nummer | Revi- sion | Sockel  | Kerne/ Threads | L2-Cache | L3-Cache | Prozessortakt (Maximaltakt) | Modell (Execution Units) | Standardtakt (max. Turbotakt) | Speicher- Controller    | TDP  | Einführungs- datum | sSpec- Nummer |
| -------------- | ---------- | ------- | -------------- | -------- | -------- | --------------------------- | ------------------------ | ----------------------------- | ----------------------- | ---- | ------------------ | ------------- |
| J2850          | B2         | BGA1170 | 4 / 4          | 2 MB     | -        | 2,41 GHz                    | HD Graphics (4)          | 688 MHz (854 MHz)             | Dual-Channel DDR3L-1333 | 10 W | 11. Sep. 2013      | SR1LM         |
| J2900          | B3         | BGA1170 | 4 / 4          | 2 MB     | -        | 2,41 GHz (2,66 GHz)         | HD Graphics (4)          | 688 MHz (896 MHz)             | Dual-Channel DDR3L-1333 | 10 W | Nov. 2013          | SR1SB         |
| J2900          | C0         | BGA1170 | 4 / 4          | 2 MB     | -        | 2,41 GHz (2,66 GHz)         | HD Graphics (4)          | 688 MHz (896 MHz)             | Dual-Channel DDR3L-1333 | 10 W | Nov. 2013          | SR1US         |

### Braswell(5. Generation)
| Modell- nummer | Revi- sion | Sockel  | Kerne/ Threads | L2-Cache | L3-Cache | Prozessortakt (Maximaltakt) | IGP                      | IGP                           | Speicher- Controller    | TDP   | Einführungs- datum | sSpec- Nummer |
| Modell- nummer | Revi- sion | Sockel  | Kerne/ Threads | L2-Cache | L3-Cache | Prozessortakt (Maximaltakt) | Modell (Execution Units) | Standardtakt (max. Turbotakt) | Speicher- Controller    | TDP   | Einführungs- datum | sSpec- Nummer |
| -------------- | ---------- | ------- | -------------- | -------- | -------- | --------------------------- | ------------------------ | ----------------------------- | ----------------------- | ----- | ------------------ | ------------- |
| J3710          | D1         | BGA1170 | 4 / 4          | 2 MB     | -        | 1,6 GHz (2,64 GHz)          | HD 405 (18)              | 400 MHz (740 MHz)             | Dual-Channel DDR3L-1600 | 6,5 W | 15. Jan. 2016      | SR2KQ         |

### Skylake(6. Generation)
| Modell- nummer | Revi- sion | Sockel    | Kerne/ Threads | L2-Cache   | L3-Cache | Prozessortakt (Maximaltakt) | IGP                      | IGP                           | Speicher- Controller                        | TDP  | Einführungs- datum | sSpec- Nummer |
| Modell- nummer | Revi- sion | Sockel    | Kerne/ Threads | L2-Cache   | L3-Cache | Prozessortakt (Maximaltakt) | Modell (Execution Units) | Standardtakt (max. Turbotakt) | Speicher- Controller                        | TDP  | Einführungs- datum | sSpec- Nummer |
| -------------- | ---------- | --------- | -------------- | ---------- | -------- | --------------------------- | ------------------------ | ----------------------------- | ------------------------------------------- | ---- | ------------------ | ------------- |
| G4400          | R0         | 1151 (H4) | 2 / 2          | 2 × 256 KB | 3 MB     | 3,3 GHz                     | HD 510 (12)              | 350 MHz (1000 MHz)            | Dual-Channel DDR4-1866/2133 DDR3L-1333/1600 | 54 W | 1. Sep. 2015       | SR2DC         |
| G4400          | S0         | 1151 (H4) | 2 / 2          | 2 × 256 KB | 3 MB     | 3,3 GHz                     | HD 510 (12)              | 350 MHz (1000 MHz)            | Dual-Channel DDR4-1866/2133 DDR3L-1333/1600 | 54 W | 1. Sep. 2015       | SR2HK         |
| G4400T         | S0         | 1151 (H4) | 2 / 2          | 2 × 256 KB | 3 MB     | 2,9 GHz                     | HD 510 (12)              | 350 MHz (950 MHz)             | Dual-Channel DDR4-1866/2133 DDR3L-1333/1600 | 35 W | 1. Sep. 2015       | SR2HQ         |
| G4500          | S0         | 1151 (H4) | 2 / 2          | 2 × 256 KB | 3 MB     | 3,5 GHz                     | HD 530 (24)              | 350 MHz (1050 MHz)            | Dual-Channel DDR4-1866/2133 DDR3L-1333/1600 | 51 W | 1. Sep. 2015       | SR2HJ         |
| G4500T         | S0         | 1151 (H4) | 2 / 2          | 2 × 256 KB | 3 MB     | 3,0 GHz                     | HD 530 (24)              | 350 MHz (950 MHz)             | Dual-Channel DDR4-1866/2133 DDR3L-1333/1600 | 35 W | 1. Sep. 2015       | SR2HS         |
| G4520          | S0         | 1151 (H4) | 2 / 2          | 2 × 256 KB | 3 MB     | 3,6 GHz                     | HD 530 (24)              | 350 MHz (1050 MHz)            | Dual-Channel DDR4-1866/2133 DDR3L-1333/1600 | 51 W | 1. Sep. 2015       | SR2HM         |

### Apollo Lake(6. Generation)
| Modell- nummer | Revi- sion | Sockel  | Kerne/ Threads | L2-Cache | L3-Cache | Prozessortakt (Maximaltakt) | IGP                      | IGP                           | Speicher- Controller                          | TDP  | Einführungs- datum | sSpec- Nummer |
| Modell- nummer | Revi- sion | Sockel  | Kerne/ Threads | L2-Cache | L3-Cache | Prozessortakt (Maximaltakt) | Modell (Execution Units) | Standardtakt (max. Turbotakt) | Speicher- Controller                          | TDP  | Einführungs- datum | sSpec- Nummer |
| -------------- | ---------- | ------- | -------------- | -------- | -------- | --------------------------- | ------------------------ | ----------------------------- | --------------------------------------------- | ---- | ------------------ | ------------- |
| J4205          | B1         | BGA1296 | 4 / 4          | 2 MB     | -        | 1,5 GHz (2,6 GHz)           | HD 505 (18)              | 250 MHz (800 MHz)             | Dual-Channel LPDDR3-1866 DDR3L-1866 DDR4-2400 | 10 W | 30. Aug. 2016      | SR2ZA         |

### Kaby Lake(7. Generation)
| Modell- nummer | Revi- sion | Sockel    | Kerne/ Threads | L2-Cache   | L3-Cache | Prozessortakt (Maximaltakt) | IGP                      | IGP                           | Speicher- Controller                        | TDP  | Einführungs- datum | sSpec- Nummer |
| Modell- nummer | Revi- sion | Sockel    | Kerne/ Threads | L2-Cache   | L3-Cache | Prozessortakt (Maximaltakt) | Modell (Execution Units) | Standardtakt (max. Turbotakt) | Speicher- Controller                        | TDP  | Einführungs- datum | sSpec- Nummer |
| -------------- | ---------- | --------- | -------------- | ---------- | -------- | --------------------------- | ------------------------ | ----------------------------- | ------------------------------------------- | ---- | ------------------ | ------------- |
| G4560          | B0         | 1151 (H4) | 2 / 4          | 2 × 256 KB | 3 MB     | 3,5 GHz                     | HD 610 (12)              | 350 MHz (1050 MHz)            | Dual-Channel DDR4-2133/2400 DDR3L-1333/1600 | 54 W | 3. Jan. 2017       | SR32Y         |
| G4560T         | S0         | 1151 (H4) | 2 / 4          | 2 × 256 KB | 3 MB     | 2,9 GHz                     | HD 610 (12)              | 350 MHz (1050 MHz)            | Dual-Channel DDR4-2133/2400 DDR3L-1333/1600 | 35 W | 3. Jan. 2017       | SR35T         |
| G4600          | S0         | 1151 (H4) | 2 / 4          | 2 × 256 KB | 3 MB     | 3,6 GHz                     | HD 630 (24)              | 350 MHz (1100 MHz)            | Dual-Channel DDR4-2133/2400 DDR3L-1333/1600 | 51 W | 3. Jan. 2017       | SR35F         |
| G4600T         | S0         | 1151 (H4) | 2 / 4          | 2 × 256 KB | 3 MB     | 3,0 GHz                     | HD 630 (24)              | 350 MHz (1050 MHz)            | Dual-Channel DDR4-2133/2400 DDR3L-1333/1600 | 35 W | 3. Jan. 2017       | SR35R         |
| G4620          | S0         | 1151 (H4) | 2 / 4          | 2 × 256 KB | 3 MB     | 3,7 GHz                     | HD 630 (24)              | 350 MHz (1100 MHz)            | Dual-Channel DDR4-2133/2400 DDR3L-1333/1600 | 51 W | 3. Jan. 2017       | SR35E         |

### Gemini Lake(8. Generation)
| Modell- nummer | Revi- sion | Sockel  | Kerne/ Threads | L2-Cache | L3-Cache | Prozessortakt (Maximaltakt) | IGP                      | IGP                           | Speicher- Controller       | TDP  | Einführungs- datum | sSpec- Nummer |
| Modell- nummer | Revi- sion | Sockel  | Kerne/ Threads | L2-Cache | L3-Cache | Prozessortakt (Maximaltakt) | Modell (Execution Units) | Standardtakt (max. Turbotakt) | Speicher- Controller       | TDP  | Einführungs- datum | sSpec- Nummer |
| -------------- | ---------- | ------- | -------------- | -------- | -------- | --------------------------- | ------------------------ | ----------------------------- | -------------------------- | ---- | ------------------ | ------------- |
| Silver J5005   | B0         | BGA1090 | 4 / 4          | 4 MB     | -        | 1,5 GHz (2,8 GHz)           | HD 605 (18)              | 250 MHz (800 MHz)             | Dual-Channel (LP)DDR4-2400 | 10 W | 11. Dez. 2017      | SR3S3         |

### Coffee Lake(8. Generation)
| Modell- nummer | Revi- sion | Sockel    | Kerne/ Threads | L2-Cache   | L3-Cache | Prozessortakt (Maximaltakt) | IGP                      | IGP                           | Speicher- Controller   | TDP  | Einführungs- datum | sSpec- Nummer |
| Modell- nummer | Revi- sion | Sockel    | Kerne/ Threads | L2-Cache   | L3-Cache | Prozessortakt (Maximaltakt) | Modell (Execution Units) | Standardtakt (max. Turbotakt) | Speicher- Controller   | TDP  | Einführungs- datum | sSpec- Nummer |
| -------------- | ---------- | --------- | -------------- | ---------- | -------- | --------------------------- | ------------------------ | ----------------------------- | ---------------------- | ---- | ------------------ | ------------- |
| Gold G5400     | U0         | 1151 (H4) | 2 / 4          | 2 × 256 KB | 4 MB     | 3,7 GHz                     | UHD 610 (12)             | 350 MHz (1050 MHz)            | Dual-Channel DDR4-2400 | 54 W | 3. Apr. 2018       | SR3X9         |
| Gold G5400T    | U0         | 1151 (H4) | 2 / 4          | 2 × 256 KB | 4 MB     | 3,1 GHz                     | UHD 610 (12)             | 350 MHz (1050 MHz)            | Dual-Channel DDR4-2400 | 35 W | 3. Apr. 2018       | SR3XB         |
| Gold G5420     | U0         | 1151 (H4) | 2 / 4          | 2 × 256 KB | 4 MB     | 3,8 GHz                     | UHD 610 (12)             | 350 MHz (1050 MHz)            | Dual-Channel DDR4-2400 | 54 W | 23. Apr. 2019      | SR3XA         |
| Gold G5420T    | U0         | 1151 (H4) | 2 / 4          | 2 × 256 KB | 4 MB     | 3,2 GHz                     | UHD 610 (12)             | 350 MHz (1050 MHz)            | Dual-Channel DDR4-2400 | 35 W | 23. Apr. 2019      | SR3XC         |
| Gold G5500     | B0         | 1151 (H4) | 2 / 4          | 2 × 256 KB | 4 MB     | 3,8 GHz                     | UHD 630 (24)             | 350 MHz (1100 MHz)            | Dual-Channel DDR4-2400 | 54 W | 3. Apr. 2018       | SR3YD         |
| Gold G5500T    | B0         | 1151 (H4) | 2 / 4          | 2 × 256 KB | 4 MB     | 3,2 GHz                     | UHD 630 (24)             | 350 MHz (1050 MHz)            | Dual-Channel DDR4-2400 | 35 W | 3. Apr. 2018       | SR3YE         |
| Gold G5600     | B0         | 1151 (H4) | 2 / 4          | 2 × 256 KB | 4 MB     | 3,9 GHz                     | UHD 630 (24)             | 350 MHz (1100 MHz)            | Dual-Channel DDR4-2400 | 54 W | 3. Apr. 2018       | SR3YB         |
| Gold G5600T    | B0         | 1151 (H4) | 2 / 4          | 2 × 256 KB | 4 MB     | 3,3 GHz                     | UHD 630 (24)             | 350 MHz (1050 MHz)            | Dual-Channel DDR4-2400 | 35 W | 23. Apr. 2019      | SR3YF         |
| Gold G5620     | B0         | 1151 (H4) | 2 / 4          | 2 × 256 KB | 4 MB     | 4 GHz                       | UHD 630 (24)             | 350 MHz (1100 MHz)            | Dual-Channel DDR4-2400 | 54 W | 23. Apr. 2019      | SR3YC         |

### Gemini Lake Refresh(9. Generation)
| Modell- nummer | Revi- sion | Sockel  | Kerne/ Threads | L2-Cache | L3-Cache | Prozessortakt (Maximaltakt) | IGP                      | IGP                           | Speicher- Controller       | TDP  | Einführungs- datum | sSpec- Nummer |
| Modell- nummer | Revi- sion | Sockel  | Kerne/ Threads | L2-Cache | L3-Cache | Prozessortakt (Maximaltakt) | Modell (Execution Units) | Standardtakt (max. Turbotakt) | Speicher- Controller       | TDP  | Einführungs- datum | sSpec- Nummer |
| -------------- | ---------- | ------- | -------------- | -------- | -------- | --------------------------- | ------------------------ | ----------------------------- | -------------------------- | ---- | ------------------ | ------------- |
| Silver J5040   | R0         | BGA1090 | 4 / 4          | 4 MB     | -        | 2,0 GHz (3,2 GHz)           | UHD 605 (18)             | 250 MHz (800 MHz)             | Dual-Channel (LP)DDR4-2400 | 10 W | 4. Nov. 2019       | SRFDB         |

### Comet Lake(10. Generation)
| Modell- nummer | Revi- sion | Sockel    | Kerne/ Threads | L2-Cache   | L3-Cache | Prozessortakt (Maximaltakt) | IGP                      | IGP                           | Speicher- Controller   | TDP  | Einführungs- datum | sSpec- Nummer |
| Modell- nummer | Revi- sion | Sockel    | Kerne/ Threads | L2-Cache   | L3-Cache | Prozessortakt (Maximaltakt) | Modell (Execution Units) | Standardtakt (max. Turbotakt) | Speicher- Controller   | TDP  | Einführungs- datum | sSpec- Nummer |
| -------------- | ---------- | --------- | -------------- | ---------- | -------- | --------------------------- | ------------------------ | ----------------------------- | ---------------------- | ---- | ------------------ | ------------- |
| Gold G6400     | G1         | 1200 (H5) | 2 / 4          | 2 × 256 KB | 4 MB     | 4 GHz                       | UHD 610 (12)             | 350 MHz (1050 MHz)            | Dual-Channel DDR4-2666 | 58 W | 30. Apr. 2020      | SRH3Y         |
| Gold G6400T    | G1         | 1200 (H5) | 2 / 4          | 2 × 256 KB | 4 MB     | 3,4 GHz                     | UHD 610 (12)             | 350 MHz (1050 MHz)            | Dual-Channel DDR4-2666 | 35 W | 30. Apr. 2020      | SRH40         |
| Gold G6405     | G1         | 1200 (H5) | 2 / 4          | 2 × 256 KB | 4 MB     | 4,1 GHz                     | UHD 610 (12)             | 350 MHz (1050 MHz)            | Dual-Channel DDR4-2666 | 58 W | 16. März 2021      | SRH3Z         |
| Gold G6405T    | G1         | 1200 (H5) | 2 / 4          | 2 × 256 KB | 4 MB     | 3,5 GHz                     | UHD 610 (12)             | 350 MHz (1050 MHz)            | Dual-Channel DDR4-2666 | 35 W | 16. März 2021      | SRH41         |
| Gold G6500     | G1         | 1200 (H5) | 2 / 4          | 2 × 256 KB | 4 MB     | 4,1 GHz                     | UHD 630 (24)             | 350 MHz (1100 MHz)            | Dual-Channel DDR4-2666 | 58 W | 30. Apr. 2020      | SRH3U         |
| Gold G6500T    | G1         | 1200 (H5) | 2 / 4          | 2 × 256 KB | 4 MB     | 3,5 GHz                     | UHD 630 (24)             | 350 MHz (1050 MHz)            | Dual-Channel DDR4-2666 | 35 W | 30. Apr. 2020      | SRH3W         |
| Gold G6505     | G1         | 1200 (H5) | 2 / 4          | 2 × 256 KB | 4 MB     | 4,2 GHz                     | UHD 630 (24)             | 350 MHz (1100 MHz)            | Dual-Channel DDR4-2666 | 35 W | 16. März 2021      | SRH3V         |
| Gold G6505T    | G1         | 1200 (H5) | 2 / 4          | 2 × 256 KB | 4 MB     | 3,6 GHz                     | UHD 630 (24)             | 350 MHz (1050 MHz)            | Dual-Channel DDR4-2666 | 35 W | 16. März 2021      | SRH3X         |
| Gold G6600     | G1         | 1200 (H5) | 2 / 4          | 2 × 256 KB | 4 MB     | 4,2 GHz                     | UHD 630 (24)             | 350 MHz (1100 MHz)            | Dual-Channel DDR4-2666 | 58 W | 30. Apr. 2020      | SRH3S         |
| Gold G6605     | G1         | 1200 (H5) | 2 / 4          | 2 × 256 KB | 4 MB     | 4,3 GHz                     | UHD 630 (24)             | 350 MHz (1100 MHz)            | Dual-Channel DDR4-2666 | 58 W | 16. März 2021      | SRH3T         |

### Alder Lake(12. Generation)
| Modell- nummer | Revi- sion | Sockel | Kerne/ Threads | L2-Cache | L3-Cache | Prozessortakt (Maximaltakt) | IGP                      | IGP                           | Speicher- Controller             | TDP  | Einführungs- datum | sSpec- Nummer |
| Modell- nummer | Revi- sion | Sockel | Kerne/ Threads | L2-Cache | L3-Cache | Prozessortakt (Maximaltakt) | Modell (Execution Units) | Standardtakt (max. Turbotakt) | Speicher- Controller             | TDP  | Einführungs- datum | sSpec- Nummer |
| -------------- | ---------- | ------ | -------------- | -------- | -------- | --------------------------- | ------------------------ | ----------------------------- | -------------------------------- | ---- | ------------------ | ------------- |
| Gold G7400     | H0         | 1700   | 2 / 4          | 2,5 MB   | 6 MB     | 3,7 GHz                     | UHD 710 (16)             | 300 MHz (1350 MHz)            | Dual-Channel DDR5-4800 DDR4-3200 | 46 W | 4. Jan. 2022       | SRL66         |
| Gold G7400T    | H0         | 1700   | 2 / 4          | 2,5 MB   | 6 MB     | 3,1 GHz                     | UHD 710 (16)             | 300 MHz (1350 MHz)            | Dual-Channel DDR5-4800 DDR4-3200 | 35 W | 4. Jan. 2022       | SRL65         |

## Mobil

### Westmere(1. Generation)
| Modell- nummer | Mikro- architektur | Revi- sion | Sockel  | Kerne/ Threads | L2-Cache   | L3-Cache | Prozessortakt (Maximaltakt) | IGP                      | IGP                           | Speicher- Controller              | TDP  | Einführungs- datum | sSpec- Nummer |
| Modell- nummer | Mikro- architektur | Revi- sion | Sockel  | Kerne/ Threads | L2-Cache   | L3-Cache | Prozessortakt (Maximaltakt) | Modell (Execution Units) | Standardtakt (max. Turbotakt) | Speicher- Controller              | TDP  | Einführungs- datum | sSpec- Nummer |
| -------------- | ------------------ | ---------- | ------- | -------------- | ---------- | -------- | --------------------------- | ------------------------ | ----------------------------- | --------------------------------- | ---- | ------------------ | ------------- |
| U5400          | Arrandale          | K0         | BGA1288 | 2 / 2          | 2 × 256 KB | 3 MB     | 1,2 GHz                     | GMA HD (12)              | 166 MHz (500 MHz)             | über DMI angebunden DDR3-800      | 18 W | 28. Mai 2010       | SLBUH         |
| U5600          | Arrandale          | K0         | BGA1288 | 2 / 2          | 2 × 256 KB | 3 MB     | 1,33 GHz                    | GMA HD (12)              | 166 MHz (500 MHz)             | über DMI angebunden DDR3-800      | 18 W | 9. Jan. 2011       | SLBSM         |
| P6000          | Arrandale          | C2         | PGA988  | 2 / 2          | 2 × 256 KB | 3 MB     | 1,86 GHz                    | GMA HD (12)              | 500 MHz (667 MHz)             | über DMI angebunden DDR3-800/1066 | 35 W | 21. Juni 2010      | SLBWB         |
| P6100          | Arrandale          | K0         | PGA988  | 2 / 2          | 2 × 256 KB | 3 MB     | 2,00 GHz                    | GMA HD (12)              | 500 MHz (667 MHz)             | über DMI angebunden DDR3-800/1066 | 35 W | 26. Sep. 2010      | SLBUR         |
| P6200          | Arrandale          | K0         | PGA988  | 2 / 2          | 2 × 256 KB | 3 MB     | 2,13 GHz                    | GMA HD (12)              | 500 MHz (667 MHz)             | über DMI angebunden DDR3-800/1066 | 35 W | 26. Sep. 2010      | SLBUA         |
| P6300          | Arrandale          | K0         | PGA988  | 2 / 2          | 2 × 256 KB | 3 MB     | 2,27 GHz                    | GMA HD (12)              | 500 MHz (667 MHz)             | über DMI angebunden DDR3-800/1066 | 35 W | 9. Jan. 2011       | SLBU8         |

### Sandy Bridge(2. Generation)
| Modell- nummer | Revi- sion | Sockel  | Kerne/ Threads | L2-Cache   | L3-Cache | Prozessortakt (Maximaltakt) | IGP                      | IGP                           | Speicher- Controller        | TDP  | Einführungs- datum | sSpec- Nummer     |
| Modell- nummer | Revi- sion | Sockel  | Kerne/ Threads | L2-Cache   | L3-Cache | Prozessortakt (Maximaltakt) | Modell (Execution Units) | Standardtakt (max. Turbotakt) | Speicher- Controller        | TDP  | Einführungs- datum | sSpec- Nummer     |
| -------------- | ---------- | ------- | -------------- | ---------- | -------- | --------------------------- | ------------------------ | ----------------------------- | --------------------------- | ---- | ------------------ | ----------------- |
| 957            | Q0         | BGA1023 | 2 / 2          | 2 × 256 KB | 2 MB     | 1,2 GHz                     | HD Graphics (6)          | 350 MHz (800 MHz)             | Dual-Channel DDR3-1066/1333 | 17 W | 20. Juni 2011      | SR089             |
| 967            | J1         | BGA1023 | 2 / 2          | 2 × 256 KB | 2 MB     | 1,3 GHz                     | HD Graphics (6)          | 350 MHz (1000 MHz)            | Dual-Channel DDR3-1066/1333 | 17 W | 2. Okt. 2011       | SR0FC             |
| 967            | Q0         | BGA1023 | 2 / 2          | 2 × 256 KB | 2 MB     | 1,3 GHz                     | HD Graphics (6)          | 350 MHz (1000 MHz)            | Dual-Channel DDR3-1066/1333 | 17 W | 2. Okt. 2011       | SR0EX             |
| 977            | J1         | BGA1023 | 2 / 2          | 2 × 256 KB | 2 MB     | 1,4 GHz                     | HD Graphics (6)          | 350 MHz (1000 MHz)            | Dual-Channel DDR3-1066/1333 | 17 W | Jan. 2012          | SR0FB             |
| 977            | Q0         | BGA1023 | 2 / 2          | 2 × 256 KB | 2 MB     | 1,4 GHz                     | HD Graphics (6)          | 350 MHz (1000 MHz)            | Dual-Channel DDR3-1066/1333 | 17 W | Jan. 2012          | SR0V1             |
| 987            | J1         | BGA1023 | 2 / 2          | 2 × 256 KB | 2 MB     | 1,5 GHz                     | HD Graphics (6)          | 350 MHz (1000 MHz)            | Dual-Channel DDR3-1066/1333 | 17 W | 2. Sep. 2012       | SR0FA             |
| 987            | Q0         | BGA1023 | 2 / 2          | 2 × 256 KB | 2 MB     | 1,5 GHz                     | HD Graphics (6)          | 350 MHz (1000 MHz)            | Dual-Channel DDR3-1066/1333 | 17 W | 2. Sep. 2012       | SR0V4 SR0F1 SR08E |
| 997            | J1         | BGA1023 | 2 / 2          | 2 × 256 KB | 2 MB     | 1,6 GHz                     | HD Graphics (6)          | 350 MHz (1000 MHz)            | Dual-Channel DDR3-1066/1333 | 17 W | 2. Okt. 2012       | SR0F9             |
| 997            | Q0         | BGA1023 | 2 / 2          | 2 × 256 KB | 2 MB     | 1,6 GHz                     | HD Graphics (6)          | 350 MHz (1000 MHz)            | Dual-Channel DDR3-1066/1333 | 17 W | 2. Okt. 2012       | SR0V5 SR08F       |
| B940           | Q0         | PGA988B | 2 / 2          | 2 × 256 KB | 2 MB     | 2,0 GHz                     | HD Graphics (6)          | 650 MHz (1100 MHz)            | Dual-Channel DDR3-1066/1333 | 35 W | 20. Juni 2011      | SR07S             |
| B950           | Q0         | PGA988B | 2 / 2          | 2 × 256 KB | 2 MB     | 2,1 GHz                     | HD Graphics (6)          | 650 MHz (1100 MHz)            | Dual-Channel DDR3-1066/1333 | 35 W | 20. Juni 2011      | SR07T             |
| B960           | D2         | PGA988B | 2 / 2          | 2 × 256 KB | 2 MB     | 2,2 GHz                     | HD Graphics (6)          | 650 MHz (1100 MHz)            | Dual-Channel DDR3-1066/1333 | 35 W | 2. Okt. 2011       | SR0C9             |
| B960           | Q0         | PGA988B | 2 / 2          | 2 × 256 KB | 2 MB     | 2,2 GHz                     | HD Graphics (6)          | 650 MHz (1100 MHz)            | Dual-Channel DDR3-1066/1333 | 35 W | 2. Okt. 2011       | SR07V             |
| B970           | Q0         | PGA988B | 2 / 2          | 2 × 256 KB | 2 MB     | 2,3 GHz                     | HD Graphics (6)          | 650 MHz (1150 MHz)            | Dual-Channel DDR3-1066/1333 | 35 W | Jan. 2012          | SR0J2             |
| B980           | Q0         | PGA988B | 2 / 2          | 2 × 256 KB | 2 MB     | 2,4 GHz                     | HD Graphics (6)          | 650 MHz (1150 MHz)            | Dual-Channel DDR3-1066/1333 | 35 W | 2. Sep. 2012       | SR0J1             |

### Ivy Bridge(3. Generation)
| Modell- nummer | Revi- sion | Sockel  | Kerne/ Threads | L2-Cache   | L3-Cache | Prozessortakt (Maximaltakt) | IGP                      | IGP                           | Speicher- Controller              | TDP  | Einführungs- datum | sSpec- Nummer |
| Modell- nummer | Revi- sion | Sockel  | Kerne/ Threads | L2-Cache   | L3-Cache | Prozessortakt (Maximaltakt) | Modell (Execution Units) | Standardtakt (max. Turbotakt) | Speicher- Controller              | TDP  | Einführungs- datum | sSpec- Nummer |
| -------------- | ---------- | ------- | -------------- | ---------- | -------- | --------------------------- | ------------------------ | ----------------------------- | --------------------------------- | ---- | ------------------ | ------------- |
| A1018          | P0         | PGA988B | 2 / 2          | 2 × 256 KB | 1 MB     | 2,1 GHz                     | HD Graphics (6)          | 650 MHz (1000 MHz)            | Dual-Channel DDR3/L/-RS 1333/1600 | 35 W | Juli 2013          | SR1C5 SR1V6   |
| 2020M          | E1         | PGA988B | 2 / 2          | 2 × 256 KB | 2 MB     | 2,4 GHz                     | HD Graphics (6)          | 650 MHz (1100 MHz)            | Dual-Channel DDR3/L/-RS 1333/1600 | 35 W | 30. Sep. 2012      | SR184         |
| 2020M          | L1         | PGA988B | 2 / 2          | 2 × 256 KB | 2 MB     | 2,4 GHz                     | HD Graphics (6)          | 650 MHz (1100 MHz)            | Dual-Channel DDR3/L/-RS 1333/1600 | 35 W | 30. Sep. 2012      | SR0U1         |
| 2020M          | P0         | PGA988B | 2 / 2          | 2 × 256 KB | 2 MB     | 2,4 GHz                     | HD Graphics (6)          | 650 MHz (1100 MHz)            | Dual-Channel DDR3/L/-RS 1333/1600 | 35 W | 30. Sep. 2012      | SR0VN         |
| 2030M          | P0         | PGA988B | 2 / 2          | 2 × 256 KB | 2 MB     | 2,5 GHz                     | HD Graphics (6)          | 650 MHz (1100 MHz)            | Dual-Channel DDR3/L/-RS 1333/1600 | 35 W | 20. Jan. 2013      | SR0ZZ         |
| 2117U          | P0         | BGA1023 | 2 / 2          | 2 × 256 KB | 2 MB     | 1,8 GHz                     | HD Graphics (6)          | 350 MHz (1000 MHz)            | Dual-Channel DDR3/L/-RS 1333/1600 | 17 W | 20. Jan. 2013      | SR0VQ         |
| 2127U          | P0         | BGA1023 | 2 / 2          | 2 × 256 KB | 2 MB     | 1,9 GHz                     | HD Graphics (6)          | 350 MHz (1100 MHz)            | Dual-Channel DDR3/L/-RS 1333/1600 | 17 W | 9. Juni 2013       | SR105         |
| 2129Y          | P0         | BGA1023 | 2 / 2          | 2 × 256 KB | 2 MB     | 1,1 GHz                     | HD Graphics (6)          | 350 MHz (850 MHz)             | Dual-Channel DDR3/L/-RS 1333/1600 | 10 W | 20. Jan. 2013      | SR12M         |

### Haswell(4. Generation)
| Modell- nummer | Revi- sion | Sockel  | Kerne/ Threads | L2-Cache   | L3-Cache | Prozessortakt (Maximaltakt) | IGP                      | IGP                           | Speicher- Controller                          | TDP    | Einführungs- datum | sSpec- Nummer |
| Modell- nummer | Revi- sion | Sockel  | Kerne/ Threads | L2-Cache   | L3-Cache | Prozessortakt (Maximaltakt) | Modell (Execution Units) | Standardtakt (max. Turbotakt) | Speicher- Controller                          | TDP    | Einführungs- datum | sSpec- Nummer |
| -------------- | ---------- | ------- | -------------- | ---------- | -------- | --------------------------- | ------------------------ | ----------------------------- | --------------------------------------------- | ------ | ------------------ | ------------- |
| 3550M          | C0         | PGA946  | 2 / 2          | 2 × 256 KB | 2 MB     | 2,3 GHz                     | HD Graphics (10)         | 400 MHz (1100 MHz)            | Dual-Channel DDR3L-1333/1600                  | 37 W   | 1. Sep. 2013       | SR1HD         |
| 3560M          | C0         | PGA946  | 2 / 2          | 2 × 256 KB | 2 MB     | 2,4 GHz                     | HD Graphics (10)         | 400 MHz (1100 MHz)            | Dual-Channel DDR3L-1333/1600                  | 37 W   | 14. Apr. 2014      | SR1LC         |
| 3556U          | D0         | BGA1168 | 2 / 2          | 2 × 256 KB | 2 MB     | 1,7 GHz                     | HD Graphics (10)         | 200 MHz (1000 MHz)            | Dual-Channel DDR3L-1333/1600 LPDDR3-1333/1600 | 15 W   | 1. Sep. 2013       | SR1E3         |
| 3558U          | D0         | BGA1168 | 2 / 2          | 2 × 256 KB | 2 MB     | 1,7 GHz                     | HD Graphics (10)         | 200 MHz (1000 MHz)            | Dual-Channel DDR3L-1333/1600 LPDDR3-1333/1600 | 15 W   | Dez. 2013          | SR1E8         |
| 3560Y          | D0         | BGA1168 | 2 / 2          | 2 × 256 KB | 2 MB     | 1,2 GHz                     | HD Graphics (10)         | 200 MHz (850 MHz)             | Dual-Channel DDR3L-1333/1600 LPDDR3-1333/1600 | 11,5 W | 1. Sep. 2013       | SR1DE         |
| 3561Y          | D0         | BGA1168 | 2 / 2          | 2 × 256 KB | 2 MB     | 1,2 GHz                     | HD Graphics (10)         | 200 MHz (850 MHz)             | Dual-Channel DDR3L-1333/1600 LPDDR3-1333/1600 | 11,5 W | Dez. 2013          | SR1DG         |

### Bay Trail(4. Generation)
| Modell- nummer | Revi- sion | Sockel  | Kerne/ Threads | L2-Cache | L3-Cache | Prozessortakt (Maximaltakt) | IGP                      | IGP                           | Speicher- Controller    | TDP   | Einführungs- datum | sSpec- Nummer |
| Modell- nummer | Revi- sion | Sockel  | Kerne/ Threads | L2-Cache | L3-Cache | Prozessortakt (Maximaltakt) | Modell (Execution Units) | Standardtakt (max. Turbotakt) | Speicher- Controller    | TDP   | Einführungs- datum | sSpec- Nummer |
| -------------- | ---------- | ------- | -------------- | -------- | -------- | --------------------------- | ------------------------ | ----------------------------- | ----------------------- | ----- | ------------------ | ------------- |
| A1020          | C0         | BGA1170 | 4 / 4          | 2 MB     | -        | 2,41 GHz (2,7 GHz)          | HD Graphics (4)          | 688 MHz (896 MHz)             | Dual-Channel DDR3L-1333 | 10 W  | Jan. 2016          | SR2M8         |
| N3510          | B2         | BGA1170 | 4 / 4          | 2 MB     | -        | 2,0 GHz                     | HD Graphics (4)          | 313 MHz (750 MHz)             | Dual-Channel DDR3L-1333 | 7,5 W | 11. Sep. 2013      | SR1LV         |
| N3520          | B3         | BGA1170 | 4 / 4          | 2 MB     | -        | 2,17 GHz (2,42 GHz)         | HD Graphics (4)          | 313 MHz (854 MHz)             | Dual-Channel DDR3L-1333 | 7,5 W | 3. Nov. 2013       | SR1SE         |
| N3530          | C0         | BGA1170 | 4 / 4          | 2 MB     | -        | 2,16 GHz (2,58 GHz)         | HD Graphics (4)          | 313 MHz (896 MHz)             | Dual-Channel DDR3L-1333 | 7,5 W | 23. Feb. 2014      | SR1W2         |
| N3540          | C0         | BGA1170 | 4 / 4          | 2 MB     | -        | 2,16 GHz (2,66 GHz)         | HD Graphics (4)          | 313 MHz (896 MHz)             | Dual-Channel DDR3L-1333 | 7,5 W | 20. Juli 2014      | SR1YW         |

### Broadwell(5. Generation)
| Modell- nummer | Revi- sion | Sockel  | Kerne/ Threads | L2-Cache   | L3-Cache | Prozessortakt (Maximaltakt) | IGP                      | IGP                           | Speicher- Controller                          | TDP  | Einführungs- datum | sSpec- Nummer |
| Modell- nummer | Revi- sion | Sockel  | Kerne/ Threads | L2-Cache   | L3-Cache | Prozessortakt (Maximaltakt) | Modell (Execution Units) | Standardtakt (max. Turbotakt) | Speicher- Controller                          | TDP  | Einführungs- datum | sSpec- Nummer |
| -------------- | ---------- | ------- | -------------- | ---------- | -------- | --------------------------- | ------------------------ | ----------------------------- | --------------------------------------------- | ---- | ------------------ | ------------- |
| 3805U          | E0         | BGA1168 | 2 / 2          | 2 × 256 KB | 2 MB     | 1,9 GHz                     | HD Graphics (12)         | 100 MHz (800 MHz)             | Dual-Channel DDR3L-1333/1600 LPDDR3-1333/1600 | 15 W | 5. Jan 2015        | SR210         |
| 3825U          | F0         | BGA1168 | 2 / 4          | 2 × 256 KB | 2 MB     | 1,9 GHz                     | HD Graphics (12)         | 300 MHz (850 MHz)             | Dual-Channel DDR3L-1333/1600 LPDDR3-1333/1600 | 15 W | 30. März 2015      | SR24B         |

### Braswell(5. Generation)
| Modell- nummer | Revi- sion | Sockel  | Kerne/ Threads | L2-Cache | L3-Cache | Prozessortakt (Maximaltakt) | IGP                      | IGP                           | Speicher- Controller    | TDP | Einführungs- datum | sSpec- Nummer |
| Modell- nummer | Revi- sion | Sockel  | Kerne/ Threads | L2-Cache | L3-Cache | Prozessortakt (Maximaltakt) | Modell (Execution Units) | Standardtakt (max. Turbotakt) | Speicher- Controller    | TDP | Einführungs- datum | sSpec- Nummer |
| -------------- | ---------- | ------- | -------------- | -------- | -------- | --------------------------- | ------------------------ | ----------------------------- | ----------------------- | --- | ------------------ | ------------- |
| N3700          | C0         | BGA1170 | 4 / 4          | 2 MB     | -        | 1,6 GHz (2,4 GHz)           | HD 405 (16)              | 400 MHz (700 MHz)             | Dual-Channel DDR3L-1600 | 6 W | 30. März 2015      | SR2A7 SR29E   |
| N3710          | D1         | BGA1170 | 4 / 4          | 2 MB     | -        | 1,6 GHz (2,56 GHz)          | HD 405 (16)              | 400 MHz (700 MHz)             | Dual-Channel DDR3L-1600 | 6 W | 15. Jan. 2016      | SR2KL         |

### Skylake(6. Generation)
| Modell- nummer | Revi- sion | Sockel  | Kerne/ Threads | L2-Cache   | L3-Cache | Prozessortakt (Maximaltakt) | IGP                      | IGP                           | Speicher- Controller                         | TDP  | Einführungs- datum | sSpec- Nummer |
| Modell- nummer | Revi- sion | Sockel  | Kerne/ Threads | L2-Cache   | L3-Cache | Prozessortakt (Maximaltakt) | Modell (Execution Units) | Standardtakt (max. Turbotakt) | Speicher- Controller                         | TDP  | Einführungs- datum | sSpec- Nummer |
| -------------- | ---------- | ------- | -------------- | ---------- | -------- | --------------------------- | ------------------------ | ----------------------------- | -------------------------------------------- | ---- | ------------------ | ------------- |
| 4405U          | D1         | BGA1356 | 2 / 4          | 2 × 256 KB | 2 MB     | 2,1 GHz                     | HD 510 (12)              | 300 MHz (950 MHz)             | Dual-Channel DDR4-1866/2133 LPDDR3-1600/1866 | 15 W | 1. Sep. 2015       | SR2EX         |
| 4405Y          | D1         | BGA1515 | 2 / 4          | 2 × 256 KB | 2 MB     | 1,5 GHz                     | HD 515 (24)              | 300 MHz (800 MHz)             | Dual-Channel LPDDR3-1866 DDR3L-1600          | 6 W  | 1. Sep. 2015       | SR2ER         |

### Apollo Lake(6. Generation)
| Modell- nummer | Revi- sion | Sockel  | Kerne/ Threads | L2-Cache | L3-Cache | Prozessortakt (Maximaltakt) | IGP                      | IGP                           | Speicher- Controller                            | TDP | Einführungs- datum | sSpec- Nummer |
| Modell- nummer | Revi- sion | Sockel  | Kerne/ Threads | L2-Cache | L3-Cache | Prozessortakt (Maximaltakt) | Modell (Execution Units) | Standardtakt (max. Turbotakt) | Speicher- Controller                            | TDP | Einführungs- datum | sSpec- Nummer |
| -------------- | ---------- | ------- | -------------- | -------- | -------- | --------------------------- | ------------------------ | ----------------------------- | ----------------------------------------------- | --- | ------------------ | ------------- |
| N4200          | B0         | BGA1296 | 4 / 4          | 2 MB     | -        | 1,1 GHz (2,5 GHz)           | HD 505 (18)              | 200 MHz (750 MHz)             | Dual-Channel LPDDR3-1866 DDR3L-1866 LPDDR4-2400 | 6 W | 30. Aug. 2016      | SR2Y9         |
| N4200          | B1         | BGA1296 | 4 / 4          | 2 MB     | -        | 1,1 GHz (2,5 GHz)           | HD 505 (18)              | 200 MHz (750 MHz)             | Dual-Channel LPDDR3-1866 DDR3L-1866 LPDDR4-2400 | 6 W | 30. Aug. 2016      | SR2Z5         |

### Kaby Lake(7. Generation)
| Modell- nummer | Revi- sion | Sockel  | Kerne/ Threads | L2-Cache   | L3-Cache | Prozessortakt (Maximaltakt) | IGP                      | IGP                           | Speicher- Controller                          | TDP  | Einführungs- datum | sSpec- Nummer |
| Modell- nummer | Revi- sion | Sockel  | Kerne/ Threads | L2-Cache   | L3-Cache | Prozessortakt (Maximaltakt) | Modell (Execution Units) | Standardtakt (max. Turbotakt) | Speicher- Controller                          | TDP  | Einführungs- datum | sSpec- Nummer |
| -------------- | ---------- | ------- | -------------- | ---------- | -------- | --------------------------- | ------------------------ | ----------------------------- | --------------------------------------------- | ---- | ------------------ | ------------- |
| 4415U          | H0         | BGA1356 | 2 / 4          | 2 × 256 KB | 2 MB     | 2,3 GHz                     | HD 610 (12)              | 300 MHz (950 MHz)             | Dual-Channel DDR3L-1600 LPDDR3-1866 DDR4-2133 | 15 W | Jan. 2017          | SR348         |
| 4410Y          | H0         | BGA1515 | 2 / 4          | 2 × 256 KB | 2 MB     | 1,5 GHz                     | HD 615 (24)              | 300 MHz (850 MHz)             | Dual-Channel LPDDR3-1866 DDR3L-1600           | 6 W  | Q1 2017            | SR34B         |
| 4415Y          | H0         | BGA1515 | 2 / 4          | 2 × 256 KB | 2 MB     | 1,6 GHz                     | HD 615 (24)              | 300 MHz (850 MHz)             | Dual-Channel LPDDR3-1866 DDR3L-1600           | 6 W  | Q2 2017            | SR3GA         |
| 4425Y          | H0         | BGA1515 | 2 / 4          | 2 × 256 KB | 2 MB     | 1,7 GHz                     | HD 615 (24)              | 300 MHz (850 MHz)             | Dual-Channel LPDDR3-1866 DDR3L-1600           | 6 W  | Feb. 2019          | SRD24         |

### Gemini Lake(8. Generation)
| Modell- nummer | Revi- sion | Sockel  | Kerne/ Threads | L2-Cache | L3-Cache | Prozessortakt (Maximaltakt) | IGP                      | IGP                           | Speicher- Controller       | TDP | Einführungs- datum | sSpec- Nummer |
| Modell- nummer | Revi- sion | Sockel  | Kerne/ Threads | L2-Cache | L3-Cache | Prozessortakt (Maximaltakt) | Modell (Execution Units) | Standardtakt (max. Turbotakt) | Speicher- Controller       | TDP | Einführungs- datum | sSpec- Nummer |
| -------------- | ---------- | ------- | -------------- | -------- | -------- | --------------------------- | ------------------------ | ----------------------------- | -------------------------- | --- | ------------------ | ------------- |
| Silver N5000   | B0         | BGA1090 | 4 / 4          | 4 MB     | -        | 1,1 GHz (2,7 GHz)           | UHD 605 (18)             | 200 MHz (750 MHz)             | Dual-Channel (LP)DDR4-2400 | 6 W | Dez. 2017          | SR3RZ         |

### Kaby Lake Refresh(8. Generation)
| Modell- nummer | Revi- sion | Sockel  | Kerne/ Threads | L2-Cache   | L3-Cache | Prozessortakt (Maximaltakt) | IGP                      | IGP                           | Speicher- Controller                          | TDP  | Einführungs- datum | sSpec- Nummer |
| Modell- nummer | Revi- sion | Sockel  | Kerne/ Threads | L2-Cache   | L3-Cache | Prozessortakt (Maximaltakt) | Modell (Execution Units) | Standardtakt (max. Turbotakt) | Speicher- Controller                          | TDP  | Einführungs- datum | sSpec- Nummer |
| -------------- | ---------- | ------- | -------------- | ---------- | -------- | --------------------------- | ------------------------ | ----------------------------- | --------------------------------------------- | ---- | ------------------ | ------------- |
| 4417U          | Y0         | BGA1356 | 2 / 4          | 2 × 256 KB | 2 MB     | 2,3 GHz                     | HD 610 (12)              | 300 MHz (950 MHz)             | Dual-Channel DDR3L-1600 LPDDR3-1866 DDR4-2133 | 15 W | Jan. 2019          | SRESH         |

### Whiskey Lake(8. Generation)
| Modell- nummer | Revi- sion | Sockel  | Kerne/ Threads | L2-Cache   | L3-Cache | Prozessortakt (Maximaltakt) | IGP                      | IGP                           | Speicher- Controller               | TDP  | Einführungs- datum | sSpec- Nummer |
| Modell- nummer | Revi- sion | Sockel  | Kerne/ Threads | L2-Cache   | L3-Cache | Prozessortakt (Maximaltakt) | Modell (Execution Units) | Standardtakt (max. Turbotakt) | Speicher- Controller               | TDP  | Einführungs- datum | sSpec- Nummer |
| -------------- | ---------- | ------- | -------------- | ---------- | -------- | --------------------------- | ------------------------ | ----------------------------- | ---------------------------------- | ---- | ------------------ | ------------- |
| Gold 5405U     | W0         | BGA1528 | 2 / 4          | 2 × 256 KB | 2 MB     | 2,3 GHz                     | UHD 610 (12)             | 300 MHz (950 MHz)             | Dual-Channel LPDDR3-1866 DDR4-2133 | 15 W | Jan. 2019          | SRESL         |

### Gemini Lake Refresh(9. Generation)
| Modell- nummer | Revi- sion | Sockel  | Kerne/ Threads | L2-Cache | L3-Cache | Prozessortakt (Maximaltakt) | IGP                      | IGP                           | Speicher- Controller       | TDP | Einführungs- datum | sSpec- Nummer |
| Modell- nummer | Revi- sion | Sockel  | Kerne/ Threads | L2-Cache | L3-Cache | Prozessortakt (Maximaltakt) | Modell (Execution Units) | Standardtakt (max. Turbotakt) | Speicher- Controller       | TDP | Einführungs- datum | sSpec- Nummer |
| -------------- | ---------- | ------- | -------------- | -------- | -------- | --------------------------- | ------------------------ | ----------------------------- | -------------------------- | --- | ------------------ | ------------- |
| Silver N5030   | R0         | BGA1090 | 4 / 4          | 4 MB     | -        | 1,1 GHz (3,1 GHz)           | UHD 605 (18)             | 200 MHz (750 MHz)             | Dual-Channel (LP)DDR4-2400 | 6 W | Q4 2019            | SRFDC         |

### Comet Lake(10. Generation)
| Modell- nummer | Revi- sion | Sockel  | Kerne/ Threads | L2-Cache   | L3-Cache | Prozessortakt (Maximaltakt) | IGP                      | IGP                           | Speicher- Controller               | TDP  | Einführungs- datum | sSpec- Nummer |
| Modell- nummer | Revi- sion | Sockel  | Kerne/ Threads | L2-Cache   | L3-Cache | Prozessortakt (Maximaltakt) | Modell (Execution Units) | Standardtakt (max. Turbotakt) | Speicher- Controller               | TDP  | Einführungs- datum | sSpec- Nummer |
| -------------- | ---------- | ------- | -------------- | ---------- | -------- | --------------------------- | ------------------------ | ----------------------------- | ---------------------------------- | ---- | ------------------ | ------------- |
| Gold 6405U     | V0         | BGA1528 | 2 / 4          | 2 × 256 KB | 2 MB     | 2,4 GHz                     | UHD (12)                 | 300 MHz (950 MHz)             | Dual-Channel LPDDR3-2133 DDR4-2400 | 15 W | 31. Okt. 2019      | SRGL2         |

### Amber Lake (10. Generation)
| Modell- nummer | Revi- sion | Sockel | Kerne/ Threads | L2-Cache | L3-Cache | Prozessortakt (Maximaltakt) | IGP                      | IGP                           | Speicher- Controller                | TDP | Einführungs- datum | sSpec- Nummer |
| Modell- nummer | Revi- sion | Sockel | Kerne/ Threads | L2-Cache | L3-Cache | Prozessortakt (Maximaltakt) | Modell (Execution Units) | Standardtakt (max. Turbotakt) | Speicher- Controller                | TDP | Einführungs- datum | sSpec- Nummer |
| -------------- | ---------- | ------ | -------------- | -------- | -------- | --------------------------- | ------------------------ | ----------------------------- | ----------------------------------- | --- | ------------------ | ------------- |
| Gold 6500Y     | ?          | ?      | 2 / 4          | ?        | 4 MB     | 1,1 GHz (3,4 GHz)           | UHD 615 (23)             | 300 MHz (900 MHz)             | Dual-Channel LPDDR3-1866 DDR3L-1600 | 5 W | Q1 2021            | ?             |

### Ice Lake(10. Generation)
| Modell- nummer | Revi- sion | Sockel  | Kerne/ Threads | L2-Cache | L3-Cache | Prozessortakt (Maximaltakt) | IGP                      | IGP                           | Speicher- Controller               | TDP  | Einführungs- datum | sSpec- Nummer |
| Modell- nummer | Revi- sion | Sockel  | Kerne/ Threads | L2-Cache | L3-Cache | Prozessortakt (Maximaltakt) | Modell (Execution Units) | Standardtakt (max. Turbotakt) | Speicher- Controller               | TDP  | Einführungs- datum | sSpec- Nummer |
| -------------- | ---------- | ------- | -------------- | -------- | -------- | --------------------------- | ------------------------ | ----------------------------- | ---------------------------------- | ---- | ------------------ | ------------- |
| 6805           | D1         | BGA1526 | 2 / 4          | ?        | 4 MB     | 1,1 GHz (3,0 GHz)           | UHD (32)                 | 300 MHz (850 MHz)             | Dual-Channel LPDDR4-3733 DDR4-3200 | 15 W | Q4 2020            | SRK0U         |

### Tiger Lake(11. Generation)
| Modell- nummer | Revi- sion | Sockel  | Kerne/ Threads | L2-Cache   | L3-Cache | Prozessortakt (Maximaltakt) | IGP                      | IGP                           | Speicher- Controller                | TDP  | Einführungs- datum | sSpec- Nummer |
| Modell- nummer | Revi- sion | Sockel  | Kerne/ Threads | L2-Cache   | L3-Cache | Prozessortakt (Maximaltakt) | Modell (Execution Units) | Standardtakt (max. Turbotakt) | Speicher- Controller                | TDP  | Einführungs- datum | sSpec- Nummer |
| -------------- | ---------- | ------- | -------------- | ---------- | -------- | --------------------------- | ------------------------ | ----------------------------- | ----------------------------------- | ---- | ------------------ | ------------- |
| Gold 7505      | B1         | BGA1449 | 2 / 4          | 2× 1280 MB | 4 MB     | 3,5 GHz                     | UHD (48)                 | 1250 MHz                      | Dual-Channel LPDDR4x-3733 DDR4-3200 | 15 W | Q4 2020            | SRK0A         |

### Jasper Lake (11. Generation)
| Modell- nummer | Revi- sion | Sockel  | Kerne/ Threads | L2-Cache | L3-Cache | Prozessortakt (Maximaltakt) | IGP                      | IGP                           | Speicher- Controller         | TDP  | Einführungs- datum | sSpec- Nummer |
| Modell- nummer | Revi- sion | Sockel  | Kerne/ Threads | L2-Cache | L3-Cache | Prozessortakt (Maximaltakt) | Modell (Execution Units) | Standardtakt (max. Turbotakt) | Speicher- Controller         | TDP  | Einführungs- datum | sSpec- Nummer |
| -------------- | ---------- | ------- | -------------- | -------- | -------- | --------------------------- | ------------------------ | ----------------------------- | ---------------------------- | ---- | ------------------ | ------------- |
| Silver N6000   | A1         | BGA1338 | 4 / 4          | ?        | 4 MB     | 1,1 GHz                     | UHD (32)                 | 350 MHz (850 MHz)             | Dual-Channel (LP)DDR4/x-2933 | 6 W  | Q1 2021            | SRKGY         |
| Silver N6005   | A1         | BGA1338 | 4 / 4          | ?        | 4 MB     | 2,0 GHz                     | UHD (32)                 | 450 MHz (900 MHz)             | Dual-Channel (LP)DDR4/x-2933 | 10 W | Q1 2021            | SRKGU         |

### Alder Lake(12. Generation)
| Modell- nummer      | Revi- sion | Sockel  | Kerne/ Threads    | L2-Cache | L3-Cache | Prozessortakt (Maximaltakt)           | IGP                      | IGP                           | Speicher- Controller                                            | TDP         | Einführungs- datum | sSpec- Nummer |
| Modell- nummer      | Revi- sion | Sockel  | Kerne/ Threads    | L2-Cache | L3-Cache | Prozessortakt (Maximaltakt)           | Modell (Execution Units) | Standardtakt (max. Turbotakt) | Speicher- Controller                                            | TDP         | Einführungs- datum | sSpec- Nummer |
| ------------------- | ---------- | ------- | ----------------- | -------- | -------- | ------------------------------------- | ------------------------ | ----------------------------- | --------------------------------------------------------------- | ----------- | ------------------ | ------------- |
| Gold 8500           | ?          | ?       | P: 1 / 2 E: 4 / 4 | ?        | 8 MB     | P: ? GHz (4,4 GHz) E: ? GHz (3,3 GHz) | UHD (48)                 | 800 MHz                       | Dual-Channel LPDDR5-5200 LPDDR4x-4267                           | 9 W (29 W)  | Q1 2022            | ?             |
| Gold 8505           | R0         | BGA1744 | P: 1 / 2 E: 4 / 4 | ?        | 8 MB     | P: ? GHz (4,4 GHz) E: ? GHz (3,3 GHz) | UHD (48)                 | 1100 MHz                      | Dual-Channel LPDDR5/x-5200 / DDR5-4800 LPDDR4x-4267 / DDR4-3200 | 15 W (55 W) | Q1 2022            | SRLFW         |
| Gold 8505 (mit IPU) | R0         | BGA1744 | P: 1 / 2 E: 4 / 4 | ?        | 8 MB     | P: ? GHz (4,4 GHz) E: ? GHz (3,3 GHz) | UHD (48)                 | 1100 MHz                      | Dual-Channel LPDDR5/x-5200 / DDR5-4800 LPDDR4x-4267 / DDR4-3200 | 15 W (55 W) | Q1 2022            | SRLFV         |

## Server

### Sandy Bridge(2. Generation)
| Modell- nummer | Revi- sion | Sockel    | Kerne/ Threads | L2-Cache   | L3-Cache | Prozessortakt (Maximaltakt) | Speicher- Controller        | TDP  | Einführungs- datum | sSpec- Nummer |
| -------------- | ---------- | --------- | -------------- | ---------- | -------- | --------------------------- | --------------------------- | ---- | ------------------ | ------------- |
| 350            | Q0         | 1155 (H2) | 2 / 4          | 2 × 256 KB | 3 MB     | 1,2 GHz                     | Dual-Channel DDR3-1066/1333 | 15 W | 25. Nov. 2011      | SR0FT         |
| 1403           | M1         | 1356 (B2) | 2 / 2          | 2 × 256 KB | 5 MB     | 2,6 GHz                     | Tri-Channel DDR3-800/1066   | 80 W | 14. Mai 2012       | SR0LQ         |
| 1405           | M1         | 1356 (B2) | 2 / 2          | 2 × 256 KB | 5 MB     | 1,2 GHz (1,8 GHz)           | Dual-Channel DDR3-800/1066  | 40 W | Q2 2012            | SR0M7         |
| 1407           | M1         | 1356 (B2) | 2 / 2          | 2 × 256 KB | 5 MB     | 2,8 GHz                     | Tri-Channel DDR3-800/1066   | 80 W | 14. Mai 2012       | SR0LP         |

### Ivy Bridge(3. Generation)
| Modell- nummer | Revi- sion | Sockel    | Kerne/ Threads | L2-Cache   | L3-Cache | Prozessortakt (Maximaltakt) | Speicher- Controller            | TDP  | Einführungs- datum | sSpec- Nummer |
| -------------- | ---------- | --------- | -------------- | ---------- | -------- | --------------------------- | ------------------------------- | ---- | ------------------ | ------------- |
| 1403 v2        | S1         | 1356 (B2) | 2 / 2          | 2 × 256 KB | 6 MB     | 2,6 GHz                     | Tri-Channel DDR3-800-1600       | 80 W | 9. Jan. 2014       | SR1B1         |
| 1405 v2        | S1         | 1356 (B2) | 2 / 2          | 2 × 256 KB | 6 MB     | 1,4 GHz                     | Dual-Channel DDR3-800/1066/1333 | 40 W | 9. Jan. 2014       | SR1AW         |

### Broadwell(5. Generation)
| Modell- nummer | Revi- sion | Sockel  | Kerne/ Threads | L2-Cache   | L3-Cache | Prozessortakt (Maximaltakt) | Speicher- Controller     | TDP  | Einführungs- datum | sSpec- Nummer |
| -------------- | ---------- | ------- | -------------- | ---------- | -------- | --------------------------- | ------------------------ | ---- | ------------------ | ------------- |
| D1507          | V2         | BGA1667 | 2 / 2          | 2 × 256 KB | 3 MB     | 1,2 GHz                     | Dual-Channel DDR3/4-1600 | 20 W | Nov. 2015          | SR2DP         |
| D1508          | V2         | BGA1667 | 2 / 4          | 2 × 256 KB | 3 MB     | 2,2 GHz (2,6 GHz)           | Dual-Channel DDR3/4-1866 | 25 W | Nov. 2015          | SR2DQ         |
| D1509          | V2         | BGA1667 | 2 / 2          | 2 × 256 KB | 3 MB     | 1,5 GHz                     | Dual-Channel DDR3/4-1600 | 19 W | Nov. 2015          | SR2JA         |
| D1517          | V2         | BGA1667 | 4 / 8          | 4 × 256 KB | 6 MB     | 1,6 GHz (2,2 GHz)           | Dual-Channel DDR3/4-2133 | 25 W | Nov. 2015          | SR2GG         |
| D1519          | V2         | BGA1667 | 4 / 8          | 4 × 256 KB | 6 MB     | 1,5 GHz (2,1 GHz)           | Dual-Channel DDR3/4-2133 | 25 W | Apr. 2016          | SR2DM         |

## Embedded

### Gladden(2. Generation)
| Modell- nummer | Revi- sion | Sockel  | Kerne/ Threads | L2-Cache   | L3-Cache | Prozessortakt (Maximaltakt) | IGP                      | IGP                           | Speicher- Controller        | TDP  | Einführungs- datum | sSpec- Nummer |
| Modell- nummer | Revi- sion | Sockel  | Kerne/ Threads | L2-Cache   | L3-Cache | Prozessortakt (Maximaltakt) | Modell (Execution Units) | Standardtakt (max. Turbotakt) | Speicher- Controller        | TDP  | Einführungs- datum | sSpec- Nummer |
| -------------- | ---------- | ------- | -------------- | ---------- | -------- | --------------------------- | ------------------------ | ----------------------------- | --------------------------- | ---- | ------------------ | ------------- |
| B915C          | Q0         | BGA1284 | 2 / 4          | 2 × 256 KB | 3 MB     | 1,5 GHz                     | nicht vorhanden          | nicht vorhanden               | Dual-Channel DDR3-1066/1333 | 15 W | Q2 2012            | SR0NZ         |
| B925C          | ?          | BGA1284 | 2 / 4          | 2 × 256 KB | 4 MB     | 2,0 GHz                     | nicht vorhanden          | nicht vorhanden               | ?                           | 15 W | Q4 2013            | SR1J3         |

### Ivy Bridge(3. Generation)
| Modell- nummer | Revi- sion | Sockel | Kerne/ Threads | L2-Cache | L3-Cache | Prozessortakt (Maximaltakt) | IGP                      | IGP                           | Speicher- Controller            | TDP  | Einführungs- datum | sSpec- Nummer |
| Modell- nummer | Revi- sion | Sockel | Kerne/ Threads | L2-Cache | L3-Cache | Prozessortakt (Maximaltakt) | Modell (Execution Units) | Standardtakt (max. Turbotakt) | Speicher- Controller            | TDP  | Einführungs- datum | sSpec- Nummer |
| -------------- | ---------- | ------ | -------------- | -------- | -------- | --------------------------- | ------------------------ | ----------------------------- | ------------------------------- | ---- | ------------------ | ------------- |
| 1405 v2        | S1         | 1356   | 2 / 4          | ?        | 6 MB     | 1,4 GHz                     | nicht vorhanden          | nicht vorhanden               | Dual-Channel DDR3-800/1066/1333 | 40 W | Q1 2014            | SR1AW         |

### Coffee Lake(8. Generation)
| Modell- nummer | Revi- sion | Sockel | Kerne/ Threads | L2-Cache | L3-Cache | Prozessortakt (Maximaltakt) | IGP                      | IGP                           | Speicher- Controller   | TDP  | Einführungs- datum | sSpec- Nummer |
| Modell- nummer | Revi- sion | Sockel | Kerne/ Threads | L2-Cache | L3-Cache | Prozessortakt (Maximaltakt) | Modell (Execution Units) | Standardtakt (max. Turbotakt) | Speicher- Controller   | TDP  | Einführungs- datum | sSpec- Nummer |
| -------------- | ---------- | ------ | -------------- | -------- | -------- | --------------------------- | ------------------------ | ----------------------------- | ---------------------- | ---- | ------------------ | ------------- |
| Gold G5400     | U0         | 1151   | 2 / 4          | ?        | 4 MB     | 3,7 GHz                     | UHD 610                  | 350 MHz (1050 MHz)            | Dual-Channel DDR4-2400 | 58 W | Q2 2018            | SR3X9         |
| Gold G5400T    | U0         | 1151   | 2 / 4          | ?        | 4 MB     | 3,1 GHz                     | UHD 610                  | 350 MHz (1050 MHz)            | Dual-Channel DDR4-2400 | 35 W | Q2 2018            | SR3XB         |

### Comet Lake(10. Generation)
| Modell- nummer | Revi- sion | Sockel | Kerne/ Threads | L2-Cache | L3-Cache | Prozessortakt (Maximaltakt) | IGP                      | IGP                           | Speicher- Controller   | TDP  | Einführungs- datum | sSpec- Nummer |
| Modell- nummer | Revi- sion | Sockel | Kerne/ Threads | L2-Cache | L3-Cache | Prozessortakt (Maximaltakt) | Modell (Execution Units) | Standardtakt (max. Turbotakt) | Speicher- Controller   | TDP  | Einführungs- datum | sSpec- Nummer |
| -------------- | ---------- | ------ | -------------- | -------- | -------- | --------------------------- | ------------------------ | ----------------------------- | ---------------------- | ---- | ------------------ | ------------- |
| Gold G6400E    | G1         | 1200   | 2 / 4          | ?        | 4 MB     | 3,8 GHz                     | UHD 610                  | 350 MHz (1050 MHz)            | Dual-Channel DDR4-2400 | 58 W | Q2 2020            | SRH6G         |
| Gold G6400TE   | G1         | 1200   | 2 / 4          | ?        | 4 MB     | 3,2 GHz                     | UHD 610                  | 350 MHz (1050 MHz)            | Dual-Channel DDR4-2400 | 35 W | Q2 2020            | SRH6H         |

### Elkhart Lake (11. Generation)
| Modell- nummer | Revi- sion | Sockel  | Kerne/ Threads | L2-Cache | L3-Cache | Prozessortakt (Maximaltakt) | IGP                      | IGP                           | Speicher- Controller                 | TDP   | Einführungs- datum | sSpec- Nummer |
| Modell- nummer | Revi- sion | Sockel  | Kerne/ Threads | L2-Cache | L3-Cache | Prozessortakt (Maximaltakt) | Modell (Execution Units) | Standardtakt (max. Turbotakt) | Speicher- Controller                 | TDP   | Einführungs- datum | sSpec- Nummer |
| -------------- | ---------- | ------- | -------------- | -------- | -------- | --------------------------- | ------------------------ | ----------------------------- | ------------------------------------ | ----- | ------------------ | ------------- |
| N6415          | B1         | BGA1493 | 4 / 4          | 1,5 MB   | -        | 1,2 GHz                     | UHD (16)                 | 350 MHz (800 MHz)             | Dual-Channel LPDDR4/x-3200 DDR4-3200 | 6,5 W | Q1 2021            | SRKLA         |
| J6426          | B1         | BGA1493 | 4 / 4          | 1,5 MB   | -        | 2,0 GHz                     | UHD (32)                 | 400 MHz (850 MHz)             | Dual-Channel LPDDR4/x-3200 DDR4-3200 | 10 W  | Q1 2021            | SRKUB         |

### Alder Lake(12. Generation)
| Modell- nummer | Revi- sion | Sockel | Kerne/ Threads    | L2-Cache | L3-Cache | Prozessortakt (Maximaltakt) | IGP                      | IGP                           | Speicher- Controller             | TDP  | Einführungs- datum | sSpec- Nummer |
| Modell- nummer | Revi- sion | Sockel | Kerne/ Threads    | L2-Cache | L3-Cache | Prozessortakt (Maximaltakt) | Modell (Execution Units) | Standardtakt (max. Turbotakt) | Speicher- Controller             | TDP  | Einführungs- datum | sSpec- Nummer |
| -------------- | ---------- | ------ | ----------------- | -------- | -------- | --------------------------- | ------------------------ | ----------------------------- | -------------------------------- | ---- | ------------------ | ------------- |
| Gold G7400     | H0         | 1700   | P: 2 / 4 E: 0 / 0 | 2,5 MB   | 6 MB     | 3,7 GHz                     | UHD 710 (16)             | 300 MHz (1350 MHz)            | Dual-Channel DDR5-4800 DDR4-3200 | 46 W | Q1 2022            | SRL66         |
| Gold G7400T    | H0         | 1700   | P: 2 / 4 E: 0 / 0 | 2,5 MB   | 6 MB     | 3,1 GHz                     | UHD 710 (16)             | 300 MHz (1350 MHz)            | Dual-Channel DDR5-4800 DDR4-3200 | 35 W | Q1 2022            | SRL65         |
| Gold G7400E    | H0         | 1700   | P: 2 / 4 E: 0 / 0 | 2,5 MB   | 6 MB     | 3,6 GHz                     | UHD 710 (16)             | 300 MHz (1350 MHz)            | Dual-Channel DDR5-4800 DDR4-3200 | 46 W | Q1 2022            | SRL6R         |
| Gold G7400TE   | H0         | 1700   | P: 2 / 4 E: 0 / 0 | 2,5 MB   | 6 MB     | 3,0 GHz                     | UHD 710 (16)             | 300 MHz (1350 MHz)            | Dual-Channel DDR5-4800 DDR4-3200 | 35 W | Q1 2022            | SRL6S         |